# Schüsselkarspitze
Schüsselkarspitze – szczyt w paśmie Wettersteingebirge, w Alpach Bawarskich. Leży na granicy między Austrią (Tyrol), a Niemcami (Bawaria). Sąsiaduje z Dreitorspitze.
Pierwszego wejścia, w 1894 r., dokonali Heinrich Moser i Oscar Schuster.